# 濱田万葉
濱田 万葉（はまだ まは、1974年9月18日 - ）は、日本の女優。所属事務所はホリプロ。東京都出身。身長164cm、血液型はB型。趣味はゴルフ。父は洋画家の濱田ヨシ（1934年12月10日 - ）、兄の濱田塁はプロゴルファー。名前は回文になっている。

## 人物・来歴
- 1986年にデビュー。1989年の『鎌倉ペンション物語』で女優デビューする。さらに1997年の『これで家族』に主演する。
- 2008年6月17日、一般人男性と春に結婚したことを報告。当時妊娠6か月で、11月8日に長女を出産[2]。
- 2012年5月29日、2人目となる長男を出産したことをブログで報告[3]。

## 出演

### テレビドラマ

#### NHK
- 黄色い髪（1989年） - 夏実役、役作りのために自分の髪の毛を金髪に染め、その後丸刈りにすることに挑戦した。
- ええにょぼ（1993年） - 西部奏子役
- 大河ドラマ / 花の乱（1994年） - たまがき役
- ドラマ新銀河（NHK）
  - 元気をあげる〜救命救急医物語（1996年） - 神林みなみ
  - 京都発・ぼくの旅立ち（1996年） - 町子
- はんなり菊太郎（2002年） - お里役
- 咲くやこの花（2010年） - お島
- 赤ひげ（2017年） - おたつ

#### 日本テレビ
- 家なき子（1994年）
- 夜逃げ屋本舗（1999年） - ソープ嬢
- シンデレラは眠らない（2000年、YTV） - 野島笑 役
- あした天気になあれ。（2003年）
- 手の上のシャボン玉（2005年） - 桜庭千晶 役
- 開局55周年記念ドラマ「東京大空襲」（2008年3月18日）
- なんで私が神説教 第3話（2025年4月26日） - 宮沢弘子 役[4]
- 火曜サスペンス劇場
  - 小京都ミステリー13（1995年） ‐ 高木幸子 役
  - 小京都ミステリー23（1998年） - 富田一枝 役
  - 刑事・鬼貫八郎 17 （2004年11月30日） - 原田千春 役

#### TBS
- 花王愛の劇場
  - 鎌倉ペンション物語（1989年）
- 東芝日曜劇場
  - 花束（1990年8月5日） - 野々宮チカ 役
- 先生のお気に入り（1991年） - 名島由紀子 役
- キライじゃないぜ（1992年） - 大貫菜摘 役
- 夏!デパート物語（1995年）
- HOTEL シーズン4 第1話「新しい出発!!」(1995年）
- ドラマ30
  - これで家族（1997年-1998年、CBC）- 里佳子 役
- 水戸黄門
  - 第28部 第2話「黄門様は恋の道先案内人 -小田原-」（2000年） - お京 役
  - 第30部 第19話「決戦! 村人たちよ立ち上がれ -津和野-」（2002年）- 奈津
  - 第32部 第4話「響け!汗と涙の御諏訪太鼓 -諏訪-」（2004年） - おみつ 役
  - 第33部 第18話「帰ってきた風の盆 -八尾-」（2004年） - お美津 役
  - 第37部 第3話「亭主参った嫁姑対決 -松井田-」（2007年） - 由紀 役
- 大江戸を駈ける! 第7話「瞳に映る新の情（日本橋）」（2001年） - 美代 役
- 十津川警部シリーズ / 京都・恋と裏切りの嵯峨野（2001年4月） - 岡部ゆみ 役
- かまいたちの夜（2002年） - 鈴木智子 役
- 聞かせてよ愛の言葉を（2005年） - 佐野万里 役
- 赤い疑惑（2005年）
- ハタチの恋人（2007年11月11日） - 入院した明石家さんま担当の看護師 役
- 罠の交差点（2008年）
- ハンチョウ〜神南署安積班〜（2010年） - 相原奈々 役
- 走馬灯株式会社（2012年） - 笠木陽子 役
- 月曜ミステリー劇場
  - 早乙女千春の添乗報告書（1998年） - ヨシエ 役
  - 女性弁護士高見沢響子2（1999年） - 沢口（高野）ゆり子
  - 流れ星お銀!事件解決いたします2（2001年） ‐ 上条早苗
- 月曜ゴールデン
  - 警視庁機動捜査隊216〜長い夜（2010年） - 竹内貴美子 役
  - 家庭教師が解く!2（2014年） - 山崎知世 役
- このミステリーがすごい! ベストセラー作家からの挑戦状「ダイヤモンドダスト」（2014年） - 佐伯春奈 役

#### フジテレビ
- 世にも奇妙な物語
  - 「人面草」（1990年） - 牧村小夏 役
- いつか誰かと朝帰りッ（1990年） - 佐藤睦美 役
- この世の果て（1994年） - 西岸忍 役
- リング（1995年） - 高野舞 役
- ガールズplus1（1996年） - 復讐したガールの華子 役
- 隠密奉行朝比奈II 第3話「備前岡山でもらった恋文」（1999年） - お弓役
- 京都女優シリーズ5・流れ橋殺人事件（2003年） - 立花静香 役
- トリハダ〜夜ふかしのあなたにゾクッとする話を（2007年）
- 金曜プレステージ
  - 山村美紗十三回忌追悼/新・祇園芸妓シリーズ3・京都花嫁衣装殺人事件 - 花園万里 役
  - おばさんデカ 桜乙女の事件帖15（2007年） ‐ 片岡暎子 役
  - 赤い霊柩車シリーズ26（2010年） - 多田梨世 役

#### テレビ朝日
- 不思議な幻燈館（1991年）
- 京都始末屋事件ファイル（1999年） - 平野勢津子 役
- 暴れん坊将軍
  - 暴れん坊将軍X 第17話 仕組まれた旦那殺し!絵草紙屋の女の秘密（2000年） - お栄 役
  - 暴れん坊将軍XII 第9話 江戸に大火事!百発百中!?千里眼の女（2002年） - お咲 役
- 八丁堀の七人 第2シリーズ 第5話 人情同心怒る!!偽装心中の陰に島帰りの女の涙（2001年） - おなつ 役
- 子連れ狼2（2003年） - 狭間左平次 役
- 忠臣蔵（2004年） - お袖 役
- 名奉行! 大岡越前 第1シリーズ 第9話（2005年） - お眉の方 役
- さくら署の女たち（2007年）
- 仮面ライダーW（2009年） - 佐々木由貴子 役
- 臨場 続章（2010年） - 井上朋美 役
- 遺恨あり 明治十三年 最後の仇討（2011年） - 臼井清 役
- 土曜ワイド劇場
  - 真夏の女子高生連続殺人（1990年） - 酒井麻子 役
  - 女教師殺し（1995年） - 若葉かおり 役 [5]
  - 警視庁女性捜査班（1999年） - 中西香苗 役
  - 新・赤かぶ検事奮戦記（1999年、ABC） - 小林道子 役
  - 法医学教室の事件ファイル（1995年） - 遠山可奈 役
  - 西村京太郎トラベルミステリー54・伊豆の海に消えた女（2010年） - 津田明江 役
  - 新・棟居刑事シリーズ（2011年） - 江上康子 役
  - 温泉若おかみの殺人推理（2012年） - 笹木まどか 役

#### テレビ東京
- あぶない少年III（1988-1989年）
- 東京トイボックス（2013年） - 高浜久慈子 役
- 女と愛とミステリー
  - 信濃のコロンボ事件ファイル（2001年）
  - いなか刑事・伊原泰三の退職捜査日誌2（2002年） ‐ 浅田清美 役
  - 監察医・篠宮葉月 死体は語る（2004年） - 竹下亜紀 役
- 水曜ミステリー9
  - さすらい署長 風間昭平（2008年） - 藤江真理子 役
  - 去りゆく日に（2009年）
  - 嘘の証明 犯罪心理分析官・梶原圭子（2013年） - 増田公恵 役
  - 松本清張没後20年特別企画・留守宅の事件（2013年） - 萩野あさみ 役

### バラエティー番組
- ビートたけしの全日本お笑い研究所（1988年）
- 西村京太郎からの挑戦（2006年）

### 映画
- 首都消失（1987年） - 朝倉佐和子 役
- 激しい季節 (1998年)
- 侠鬼（2006年、ミュージアム）
- ムラマサ（2006年、松竹ホームビデオ）
- 死刑確定（2006年、東映）
- カメレオン（2008年)
- デトロイト・メタル・シティ (2008年)
- ルームメイト（2013年）

### CM
- 日本コカ・コーラ「コカコーラ」ホームカミング編（1989年）
- ダイドードリンコ「ダイドーブレンドコーヒー」（1993年）
- 花王「ビオレu」（1995年）
- 小林製薬「ケシミン液」 光の攻撃編（2008年 - ）

### 広告
- 藤沢薬品工業（現：アステラス製薬）『制服姿の万葉』（1988年11月8日付新聞広告）

### CD
- 日本昔ばなし（ひろった銀のさじ、2006年）

### 談話
- 「携帯氷のう-痛み・肩こり…重宝」（「私のお気に入り」『日本経済新聞』、2005年3月5日朝刊）